# Christian Delarbre
Pour les articles homonymes, voir Delarbre.
Christian Delarbre, né le 5 septembre 1964 à Châlons-sur-Marne, est un évêque catholique français, archevêque d’Aix-en-Provence et Arles depuis le 5 juillet 2022,.

## Biographie

### Jeunesse
Christian Delarbre est un fils de militaire, né et baptisé en 1964 à Châlons-en-Champagne. Il est issu d'une famille d’immigrés italiens du début du XXe siècle qui s'est installée dans le Gers après-guerre. C'est à l’occasion de sa coopération dans le diocèse de Koudougou (Burkina Faso) qu'il se pose la question de devenir prêtre.

### Formation
Christian Delarbre est ingénieur, diplômé de l’École centrale de Lyon.
Après deux années de coopération au Togo, il entre au séminaire archidiocésain de Toulouse et étudie à l'Institut catholique de Toulouse où il obtient un doctorat. Il est ordonné pour le diocèse d’Auch le 19 mai 1996.
Il soutient en 2007 une thèse en théologie à l’Institut catholique de Paris, intitulée La Théologie du lieu : pour une Église à taille urbaine.

### Principaux ministères
Après son ordination sacerdotale, Christian Delarbre exerce la charge de vicaire paroissial à L’Isle-Jourdain (Gers) et d’aumônier des jeunes, de 1996 à 2006. Il devient ensuite vicaire épiscopal pour la pastorale des jeunes, puis membre du Conseil épiscopal, de 2006 à 2012. Dans le même temps, il est nommé curé de la paroisse de L’Isle-Jourdain et vicaire général du diocèse d’Auch en 2013. De 2013 à 2019, il est chargé de la formation des diacres permanents de la province ecclésiastique de Toulouse.
Professeur d'ecclésiologie à l'Institut catholique de Toulouse depuis 1996, il en devient le recteur en 2018. Il y est également membre de l'unité de recherche CERES « Éthique des Sciences et de la Santé ».
Le 5 juillet 2022, le pape François le nomme archevêque d'Aix-en-Provence et Arles. Il est ordonné archevêque le dimanche 2 octobre par le cardinal Jean-Marc Aveline, archevêque métropolitain de Marseille, assisté de Bertrand Lacombe, archevêque d'Auch et François Fonlupt, archevêque de Avignon, en présence de Celestino Migliore, nonce apostolique en France. La cérémonie s'est tenue en la cathédrale Saint-Sauveur d'Aix-en-Provence.

### Mort de l'islamologue Claude Gilliot
À la demande du grand-père d’Émile Soleil, l'archevêque d'Aix-en-Provence, Christian Delarbre, aurait interdit à Claude Gilliot d'exercer son ministère dans la chapelle des Pénitents gris fréquentée par la famille d’Émile. L'islamologue, très affecté par cette suspension, se donne la mort le 15 mars 2025,. La Provence révèle que Christian Delarbre a personnellement confirmé à Claude Gilliot la fin de son service de chapelain dans une lettre datée du 19 octobre 2023.
Un premier communiqué de l'archevêque en date du 25 mars 2025 met en doute la mort par suicide de Claude Gilliot. Le 26 mars, une mise à jour du communiqué est publiée sur le site du diocèse d'Aix et Arles, dans laquelle il est indiqué que les services diocésains s'en tiennent « aux faits officiellement établis » tout en restant « attentifs aux éclaircissements à venir ». Le 1er avril 2025, le procureur de la République d'Aix-en-Provence, Jean-Luc Blachon, confirme que la mort de Claude Gilliot résulte d'un suicide.

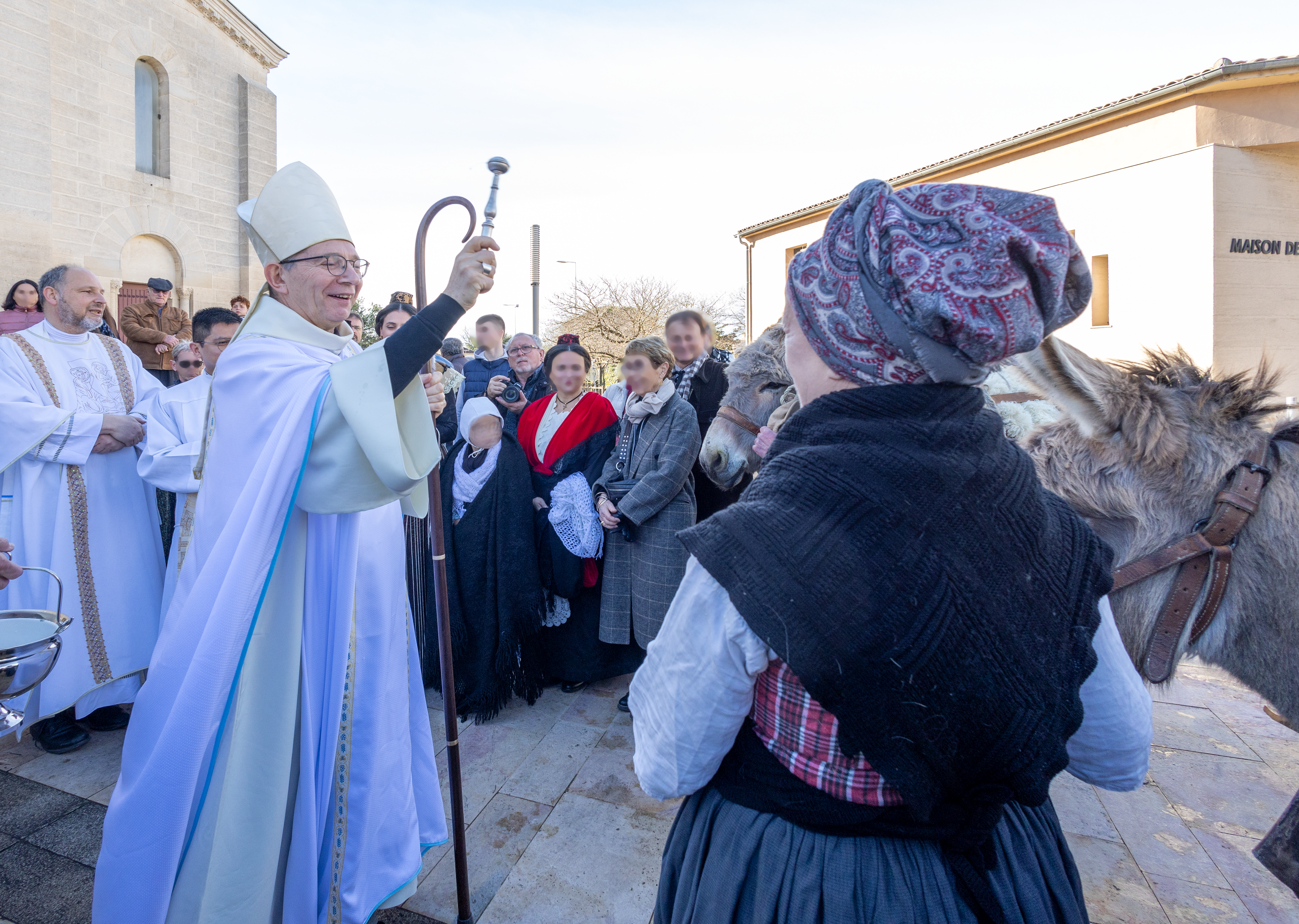
Bénédiction de la foule et des ânes de Provence accompagnateurs historiques des transhumances lors du Pastrage de Saint-Martin-de-Crau.

### Gestion des abus sexuels
En 2023, la présidente de l'association Ecclésia Johannis, une association d’aide aux victimes d’abus dans l'Église, contacte la cellule d'écoute du diocèse au sujet du prêtre "P.". Ce dernier a fait l'objet d'une enquête préliminaire dix ans plus tôt pour laquelle le procureur de la République a prononcé un classement sans suite. La présidente de l'association a fait part de son inquiétude en raison des fonctions que le prêtre exerce au quotidien auprès de mineurs. 
A la suite de ce signalement, la présidente reçoit un message électronique se concluant par la phrase suivante : « Il est rappelé que toute allégation ayant le caractère d'une diffamation publique ou privée (...) est susceptible de poursuites et d'engagement de votre responsabilité pénale. »
Christian Delarbre est accusé par l'association d'avoir inscrit le prêtre au titre des nominations de l'année 2024 et de ne pas l'avoir écarté des activités exercées au contact de mineurs.
En octobre 2024, il propose aux prêtres du diocèse un lieu pour s'exprimer à propos d'abus sexuels commis par le père Gontier, supérieur du séminaire pendant 10 ans, curé de la cathédrale Saint-Sauveur pendant 14 ans, sans rendre public les faits, et sans inclure des victimes qui ne seraient pas prêtres dans la démarche.

## Publications
- Proposer l'Evangile: repères pour l'action pastorale, coll. « Les cahiers de la faculté de théologi » (no 9), 2002
- Vatican II, 50 ans après - Interprétation, réception, mise en œuvre et développements doctrinaux, éditions Artège, 2012 (ISBN 978-2-36040-114-7)
- Église et métiers - Mission, formation, compétences, éditions Parole et Silence, 2018 (ISBN 978-2889185238)